# Heatseekers Albums
Heatseekers Albums (dawniej Top Heatseekers) – notowanie,  przedstawiające aktualną listę najlepiej sprzedających się albumów nowych, rozpoczynających karierę artystów, opracowywane przez magazyn muzyczny Billboard od 1993. Płyty, które są obecne na Heatseekers Albums mogą również plasować się na konkurencyjnej Billboard 200.
Heatseekers Albums składa się z 50 pozycji.